# Услышь меня, хорошая
«Услышь меня, хорошая» — альбом Бориса Гребенщикова, вышедший в октябре 2020 года. Работа над песнями велась 22 года (на это, в числе прочего, повлиял процесс согласования авторских прав); в альбом вошли версии популярных советских композиций, таких как «Лейся, песня», «Случай в Ватикане», «Когда весна придёт, не знаю», «Песня о встречном», «Таруса» и «Крутится-вертится шар голубой» (для альбома также планировалась «Тёмная ночь»). Черновое название альбома — «Золотой букет».

«Когда представители дружественной нам группировки художников под названием „Митьки“, используя всякие запретные приёмы, впервые озадачили нас просьбой записать эти песни, я поначалу не знал куда деваться. Для меня эти песни с рождения были частью канона „советского официального искусства“, с которым я не хотел (и до сих пор не хочу) иметь ничего общего. <…> Но начав вслушиваться в эти песни, я очень скоро осознал свою непростительную ошибку. Как совершенно точно говорил Булат Окуджава, „задача искусства — противостоять злу“, поэтому в самые тёмные времена часто появляются самые отважные песни, сквозь слова которых светит запретный свет. Чтобы жизнь человека была истинной, важен не общественный уклад, а сохранение человеческого достоинства и любовь. И, прислушавшись, в этих песнях я увидел именно это — лечебную и смелую красоту простых вещей».— БГ
Пластинка опубликована на сайте благотворительной организации «Ночлежка», помогающей бездомным людям. Альбом можно скачать бесплатно, либо оформить разовое или регулярное пожертвование на любую сумму. В первые же сутки альбом собрал 250 тысяч рублей.
Обозреватель «Новой газеты» описал альбом как «гребенщиковский вариант „Старых песен о главном“, а главное, по БГ, — милосердие и любовь».

## Список композиций
1. Случай в Ватикане (музыка и слова: народные) ‒ 1:57
2. Лейся, песня (музыка: В. Пушков, слова: А. Апсолон) ‒ 2:06
3. Песня о встречном (музыка: Д. Шостакович, слова: Б. Корнилов) ‒ 4:16
4. Славное море, священный Байкал (музыка: автор неизвестен, слова: Д. Давыдов) ‒ 4:20
5. Когда весна придёт, не знаю (музыка: Б. Мокроусов, слова: А. Фатьянов) ‒ 4:06
6. Катя-Катерина (музыка и слова: Б. Гребенщиков) ‒ 4:16
7. То не ветер ветку клонит (музыка: А. Варламов, слова: С. Стромилов) ‒ 2:26
8. Снился мне сад (музыка: Б. Борисов, слова: Е. А. Дитерихс) ‒ 3:48
9. Таруса (музыка: В. Красновский, слова: Н. Заболоцкий) ‒ 3:42
10. Дом (музыка: Б. Гребенщиков, слова: О. Григорьев) ‒ 2:27
11. Услышь Меня, Хорошая (музыка: В. Соловьёв-Седой, слова: М. Исаковский) ‒ 2:38
12. Северо-Запад (музыка: Б. Гребенщиков, С. Щураков) ‒ 2:34
13. Крутится-вертится шар голубой (музыка: народная, слова: Ф. Садовский) ‒ 1:19